# Угарте Пахес, Франсиско Хавьер
Франсиско Хавьер Угарте Пахес (исп. Francisco Javier Ugarte Pagés; 24 февраля 1852, Барселона, Испания — 27 июня 1919, Мадрид, Испания) — испанский государственный деятель, министр внутренних дел Испании (1900—1901).

## Биография
Окончил юридический факультет Центрального университета Мадрида. В 1876 году основал в Мадриде еженедельник «El Comercio Español», кроме того, он был редактором в «El Tiempo» и «La Época».
В 1891 году был впервые избран депутатом от Либерально-консервативной партии. Был в составе Конгресса депутатов (1891—1892; 1896—1899; 1899—1903).
- 1900—1901 гг. — министр внутренних дел,
- 1904—1905 гг. — министр юстиции,
- 1913—1915 гг. — министр развития Испании.

С 1903 г. являлся пожизненным сенатором.
Являлся членом Королевской Академии моральных и политических наук, а также членом Королевской академии испанского языка.